# Армия 2020
«Армия 2020» — проект реорганизации организационно-штатной структуры Британской армии.
Британское правительство в начале 2008 года дало указания в своём пресс-релизе о том, что оно рассматривает вопрос о реорганизации армии в три развёртываемых штаба и восемь однотипных или идентичных бригад. В этом докладе указывается, что существующая 16-я десантно-штурмовая бригада будет сохранена в качестве сил быстрого реагирования высокой степени готовности.
В 2010 году был опубликован правительственный документ Strategic Defence and Security Review 2010. В нём было оглашены планы по сокращению Британской армии до 112 000 солдат, из которых 82 000 будут нести строевую службу, а 30 000 станут резервистами. В Strategic Defence and Security Review 2015 число резервистов было повышено до 35 000.

## Первоначально предусмотренная структура
Первоначально предполагалось иметь пять одинаковых многоцелевых бригад, каждая численностью из приблизительно 6 500 военнослужащих. Тем не менее, в июне 2012 года был озвучен существенно иной порядок, известный как Армия 2020.
Штабы 2-й, 4-й и 5-й дивизий были расформированы в 2012 году и заменены единым формированием, известным как «Региональное командование» (Regional Command) с базой в Олдершоте.
Вплоть до июня 2012 года было предусмотрено формирование пяти многоцелевых общевойсковых бригад. Каждая из которой включала бы:
- один бронетанковый полк состоящий из танков Challenger 2
- один разведывательный полк
- один механизированный батальон размещающийся в БМП Warrior
- один механизированный батальон на бронетранспортёрах FV432
- два лёгких пехотных батальона

Тыловые службы должны были быть сохранены на уровне дивизии. Предполагалось, что 19-я бригада, являющаяся в настоящее время (2010-е) частью 3-й дивизии будет расформирована.

## Планировавшаяся структура на 2025 год
Тогдашний план перестройки Британской армии до 2025 года основан на «Дополнение к плану „Армия 2025“». По плану армия должна была бы состоять из:
- 1-я дивизия;
- 3-я дивизия;
- 16-я десантно-штурмовая бригада;
- Командование боевого и тылового обеспечения;
- Объединённое вертолётное командование (Joint Helicopter Command);
- Информационное управление (Information Manoeuvre Division Headquarters).

## Армия 2020
На конференции 2012 года начальник генерального штаба армии генерал сэр Питер Уолл (Peter Wall) изложил существенно иную структуру армии нежели предусмотренную в докладе. Новая армия будет включать «Реакционные силы» (Reaction force) — механизированные части с танками и поддержкой 155-мм артиллерии, «Адаптивные силы» (Adaptable force) — легковооружённые моторизованные части. Управление тылом осуществляет Командование боевого и тылового обеспечения, включающее в себя артиллерию, инженерные войска, медицинскую службу, войска связи, войска РХБЗ и пр.

### Реакционные силы
16-я десантно-штурмовая бригада состоит из двух батальонов Парашютно-десантного полка и двух вертолётных полков армейской авиации. Это обеспечивает высокую боеготовность сил.
3-я дивизия должна была состоять из ударной бригады, ударной экспериментальной группы и двух механизированных бригад (12, 20).
Десантно-штурмовая и механизированные бригады должны быть доступны для развёртывания в течение трёх месяцев. Штабы всех трёх бригад должны базироваться в Salisbury Plain Training.

### Адаптивные силы
1-я бронетанковая дивизия переформирована в 1-ю дивизию (1st (UK) Division) и должна была состоять из 7 пехотных бригад (4, 7, 11, 38, 42, 51, 160) различной численности, каждая из которых состоит из спаренных регулярных и милиционных (йоменские полки) сил, взятых из пула адаптивных сил. Эти бригады предназначались для операций внутри страны или за пределами.

### Командование боевого и тылового обеспечения
- 1-я артиллерийская бригада
- 1-я разведывательная бригада
- 1-я бригада военной полиции
- 2-я медицинская бригада
- 8-я инженерная бригада
- 1-я бригада связи
- 11-я бригада связи
- 77-я бригада информационных операций
- 104-я логистическая бригада

Приведённый выше список является общим и незаконченным эскизом планировавшейся структуры Британской армии. В нём отсутствуют части ПВО, церемониальные отряды и т. д.
Есть три пешие гвардейские инкрементные роты, дислоцированные в Лондоне и одна инкрементная рота в Эдинбурге.

### Корпус армейской авиации
Корпус армейской авиации состоит из многоцелевых вертолётов AgustaWestland AW159 Wildcat и ударных Apache. Организационно КАА будет входить в Объединённое вертолётное командование (Joint Helicopter Command), осуществляющее также управление вертолётами ВМС и ВВС. Предполагалось иметь один авиаполк повышенной степени готовности, он должен был иметь эскадрилью ударных вертолётов «Апач». Корпус армейской авиации Великобритании будет иметь оперативную тренировочную эскадрилью, имея 4 полка Апач с четырьмя эскадрильями в каждом.

### Королевский бронетанковый корпус и артиллерия
Четыре полка Королевского бронетанкового корпуса будут слиты в два.
- 9-й/12-й королевский уланский полк (9th/12th Royal Lancers) и Её Величества королевский уланский полк (Queen's Royal Lancers) слиты в Королевский уланский полк.
- 1-й и 2-й королевские танковые полки слиты в Королевский танковый полк

39-й полк Королевской артиллерии распущен, а его реактивные системы залпового огня переданы в другие артиллерийские части 1-й артиллерийской бригады Королевской артиллерии и Территориальной армии.
В соответствии с Strategic Defence and Security Review 2010, количество САУ AS-90 снижено на 35 %. Число танков Челленджер 2 в активном пользовании сокращено на 40 %.

### Армейский резерв
Территориальная армия (Territorial Army) переименована в Армейский резерв с численностью около 30 000 человек. Военная техника должна соответствовать армейским стандартам. Также перестроена внутренняя структура аналогично регулярной армии.

### Корпус королевских инженеров
Корпус королевских инженеров сократится до семи регулярных батальонов.

### Королевская военная полиция
Королевская военная полиция из трёх реорганизованных полков.

### Королевская артиллерия ПВО
Силы противовоздушной обороны должны были бы состоять из 12-го и 15-го полков ПВО Королевской артиллерии и находиться, вместе с ПВО ВВС, под общим командованием Объединённого штаба ПВО наземного базирования (Joint Ground Based Air Defence Headquarters).

## Разное
Британские части Королевского логистического корпуса отозваны из Германии к 2015 году. В 2012—2014 гг. были распущены 9-й, 24-й и 23-й полки RLC.